# Ebodenkou (Atok)
Pour les articles homonymes, voir Ebodenkou.
Ebodenkou (ou Ebondenkou, Ebotankou, Ebotenkou) est un village du Cameroun situé dans la région de l’Est, le département du Haut-Nyong et la commune d'Atok, sur la route qui relie Messamena, Bidjombo, Kourou.

## Population
En 1966-1967, Ebodenkou comptait 251 habitants, principalement des Maka Bebend, un sous-groupe des Maka. Lors du recensement de 2005, on y dénombrait 328 personnes. Une enquête de terrain publiée en 2011 en a recensé 524.